# Tipuani (gemeente)
Tipuani is een gemeente (municipio) in de Boliviaanse provincie Larecaja in het departement La Paz. De gemeente telt naar schatting 10.369 inwoners (2018). De hoofdplaats is Tipuani.

## Indeling
De gemeente bestaat uit 4 kantons:
- Cantón Carguarani[3] - 86 inwoners (2001)
- Cantón Cotapampa[4] - 127 inw.
- Cantón Paniagua[5] - 2.956 inw.
- Cantón Tipuani[6] - 6.152 inw.